# Гресь, Василий Иосифович
Василий Иосифович Гресь (13.02.1925 — 07.02.2007) — водитель автобазы № 3 г. Бреста, Герой Социалистического Труда (05.03.1976).Член КПСС с 1962 г.
Родился 13 февраля 1925 г. в д. Песчаники Заблудайского уезда Белостокского воеводства Польши.
Во время Великой Отечественной войны участвовал в партизанском движении. В 1944—1949 гг. служил в советской армии.
С 1949 г. работал шофёром Брестского автокомбината № 1. Первым на комбинате стал водить грузовую машину (МАЗ-200) с 2 прицепами. Наездил без аварий несколько миллионов километров. 
По итогам 9-й пятилетки присвоено звание Героя Социалистического Труда (05.03.1976) (на шесть месяцев раньше срока выполнил свое пятилетнее задание, перевёз сверх плана 3650 тонн груза, при этом сэкономил почти 7 тонн горючего и 6 комплектов автомобильной резины).
Занял первое место по фигурному вождению грузового автомобиля и был признан лучшим водителем министерства транспорта Белорусской ССР.
С 1986 г. на пенсии.
Заслуженный работник транспорта Белорусской ССР (1976). Награждён орденом Отечественной войны I степени (06.04.1985).
Семья: жена, двое сыновей и дочка.